# Leandro Gómez

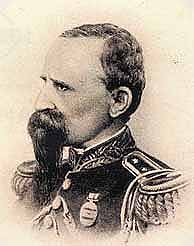
Leandro Gómez

Leandro Gómez (* 13. März 1811 in Montevideo, Uruguay; † 2. Januar 1865 in Paysandú) war ein uruguayischer Militär und Politiker.
Gómez war eine führende Figur in der Geschichte der Partido Blanco.
Er hatte eine entscheidende Rolle im Rahmen der Verteidigung Paysandús im Kampf gegen die Revolution von Venancio Flores inne und wurde 1865 gemeinsam mit weiteren Verteidigern der Stadt erschossen. Sein Leichnam wurde anschließend nach Concepción del Uruguay übergeführt und dort begraben. 1884 wurden seine sterblichen Überreste dann gemeinsam mit weiteren Helden der uruguayischen Geschichte auf den Zentralfriedhof, den Cementerio Central, von Montevideo überführt.
Die uruguayische Presse berichtete am 18. November 2009 von einer Schändung der letzten Ruhestätte Gómez’.

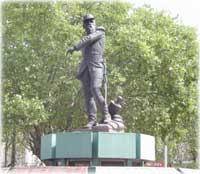
Statue auf dem Mausoleum Leandro Gómez’

Das Barrio Leandro Gómez in Montevideo ist nach ihm benannt.